# Proacidalia lyauteyi
Proacidalia lyauteyi är en fjärilsart som beskrevs av Charles Oberthür 1920. Proacidalia lyauteyi ingår i släktet Proacidalia och familjen praktfjärilar. Inga underarter finns listade i Catalogue of Life.